# Walter Thiel (Mediziner)
Walter Thiel (* 13. Oktober 1919 in Wetzwalde; † 3. Februar 2012 in Graz) war ein österreichischer Anatom.

## Leben
Er studierte Medizin in Prag, Königsberg, Breslau  und Würzburg, wo ihm gegen Kriegsende die Notapprobation erteilt wurde. 1947 promovierte er an der Universität Graz. Von 1960 bis zu seiner Emeritierung 1990 war er ordentlicher Universitätsprofessor und Vorstand des Anatomischen Instituts der Universität Graz. Er entwickelte ein neues Konservierungsverfahren, die sogenannte Thiel-Fixierung, die durch den Ersatz von Formalin und Karbol durch eine wässrige Salzlösung mit Ethylenglykol sowohl Form, Farbe und Konsistenz des organischen Materials erhält und eine Verhärtung des präparierten Gewebes verhindert.

## Ehrungen
- Ehrenzeichen der Landeshauptstadt Graz in Gold
- Großes Goldenes Ehrenzeichen des Landes Steiermark
- Silbernes Ehrenzeichen für Verdienste um die Republik Österreich
- Auenbrugger Ehrenkreuz der Medizinischen Universität Graz
- Die University of Dundee benannte ihr Anatomie-Institut nach Walter Thiel

## Schriften (Auswahl)
- Anton Hafferl: Lehrbuch der topographischen Anatomie. 3. Auflage, neu bearbeitet von Walter Thiel. Springer, Berlin 1969.
- Die Konservierung ganzer Leichen in natürlichen Farben. In: Annales of Anatomy. Bd. 174 (1992), H. 3, S. 185–195, doi:10.1016/S0940-9602(11)80346-8.
- Ergänzung für die Konservierung ganzer Leichen nach W. Thiel. In: Annales of Anatomy. Bd. 184 (2002), H. 3, S. 267–269, doi:10.1016/S0940-9602(02)80121-2.
- Photographischer Atlas der praktischen Anatomie. 4 Bände. Springer, Berlin 1996–1999; 2., aktualisierte Neuausgabe 2003, ISBN 3-540-43445-3 (wurde in zahlreiche Sprachen übersetzt).
- Ethik des Seziersaales. Hrsg. von Friedrich Anderhuber. Edition Bücherbox, Graz 2009, ISBN 3-9502119-2-6.